# Libellago andamanensis
Libellago andamanensis – gatunek ważki z rodziny Chlorocyphidae. Endemit należącego do Indii archipelagu Andamanów.
Gatunek ten opisał w 1924 roku Frederic Charles Fraser w oparciu o pojedynczy okaz samca odłowiony w listopadzie 1923 roku na zachodnim zboczu góry Mt. Harriet na wyspie Andaman Południowy. Wymiary holotypu: długość odwłoka 16 mm, długość tylnego skrzydła 20 mm.